# Посольство России в Абхазии
Посольство Российской Федерации в Республике Абхазия (абх. Аҧсны Аҳәнҭқарракны Урыстәылатәи Афедерациа ацҳаражәҳәарҭа) — официальная дипломатическая миссия Российской Федерации в Республике Абхазия, расположена в столице Абхазии — Сухуме.
Чрезвычайный и полномочный посол Российской Федерации в Республике Абхазия — Михаил Шургалин (с 31 мая 2022).

## История
Дипломатическая миссия России прибыла в Сухум 30 апреля 2009 года. С 1 мая посольство России начало полноценную работу, временно расположившись в здании бывшего штаба миротворческих сил СНГ на территории санатория «Сухум».
9 декабря 2010 года главой администрации Сухума Алиасом Лабахуа подписан договор об аренде Посольством России на срок 99 лет участков земли на улице Лакоба и Кодорском шоссе под строительство здания Посольства России и резиденции посла. Также начались исследовательские и проектные работы на выделенных участках. Планировалось, что возведение нового здания посольства России и резиденции посла начнутся в конце 2011 года.
18 ноября 2011 года российское посольство было официально открыто в арендованном и отремонтированном здании гостиницы «Ясимин» на улице Лакоба, д. 103.
Церемония открытия нового комплекса посольства Российской Федерации в Республике Абхазии на арендованных землях на улице Лакоба, д. 45, прошла 18 апреля 2017 года в Сухуме с участием президента республики Рауля Хаджимбы и министра иностранных дел России Сергея Лаврова. Фактически комплекс функционировал уже месяц до официальной церемонии.